# Ersfjordbotn
Ersfjordbotn är en tätort i Tromsø kommun i Troms fylke i Nord-Norge. Tätorten hade 480 invånare 1 januari 2018.
Tätorten ligger, på det som lokalt kallas för "yttersia", alltså på utsidan av ön Kvaløya. Platsen ligger längst in i den tolv kilometer långa Ersfjorden, som sträcker sig från berget Skamtind, som ligger ytterst, på norra sidan av fjorden, och in till själva tätorten.

## Tätorten
Platsen har på 2000-talet haft en stor befolkningsökning. I Ersfjordbotn finns skola, (1-7 klass), kafè, fiskeförädlingsindustri, frisör, och flera, både små och stora, företag inom turism.
Fjorden har höga fjäll på bägge sidor, og sträcker sig rätt västerut. Sedan 1989 bor det bara folk längst in i fjorden, i själva tätorten Ersfjordbotn. Tidigare har det bott folk på många platser längre ut i fjorden. Det har också varit ett fiskebruk mitt ute i fjorden fram till 1960- talet. Förr om årene var många av de som bodde i fjorden fiskare, småbrukare eller jobbade på affären eller fiskebruket i Ersfjordbotn, eller ute i fjorden, men sedan många år är det nu så att de allra flesta jobbar inne i staden Tromsø, som ligger cirka 22 kilometer från Ersfjordbotn.
Tätorten har blivit ett populärt rekreationsområde, både bland norrskensturister, de som tycker om att klättra, åka skidor, se på valar, och för folk flest. Det finns flera populära fjäll i närområdet, bland annat Buren, Storsteinnestinden, Store Blåmann och Skamtinden.
Ersfjordbotn har också ett idrottslag, IL Blåmann, som har både klubbhus, fotbollbana med konstgräs, och en skatepark. Idrottslaget firade 50-årsjubileum 2009. Klubben har många medlemmar, och speciellt fotboll, skidåkning och klättring har mycket aktivitet. I Ersfjordbotn arrangeras också en bygdedag, "Ersfjorddagen", i juni varje år, där man har diverse aktiviteter, uppträdanden och en fest.